# Rob Mayes
Rob Mayes é um ator norte-americano, músico e modelo de origem lituana.
Ele é mais conhecido por ter atuado no papel protagônico do filme comédia de horror "John Dies at the End" de 2012, bem como por seu desempenho como Tommy Nutter na série televisiva (comédia/drama) "Jane by Design", de curta duração.

## Infância e início da vida adulta
Mayes foi criado por sua mãe Diana em Pepper Pike, Ohio, Estados Unidos.
Começou a trabalhar como modelo aos cinco anos de idade.    Seu irmão, Alex, nasceu dez anos depois dele. 
Depois de se formar na "University School" em 2003, Mayes frequentou o "Dulwich College" em Londres, Reino Unido, e viajou pela Europa com um grupo de cantores.
Posteriormente, decidiu seguir a carreira militar e frequentou a Academia Naval dos Estados Unidos (USNA), escola preparatória localizada na cidade de Annapolis, Estado de Maryland, que forma oficiais da Marinha norte-americana.
Depois de deixar a carreira militar, concentrou-se em escrever canções e lançou um CD com sete faixas de música pop, que intitulou "Glimpses of Truth".

## Carreira
Duas semanas após mudar-se para Nova York em 2007, Mayes foi contratado para um papel em um dos episódios da série "Law & Order: Special Victims Unit". Em 2008, atuou no papel principal no filme musical "The American Mall" da televisão MTV.
Mayes teve participações como convidado nas séries Cold Case, Valentine, Bones, and Medium e teve o papel principal na refilmagem de "Ice Castles" em 2010.
Em 2012, foi escolhido para o papel de John em "John Dies at the End", que teve estreia no Sundance Film Festival do mesmo ano.
Em 2013, teve participações recorrentes como Tommy Nutter em "Jane by Design" e estrelou em papeis nas séries "NCIS", "The Glades" e "90210"
Depois de papel recorrente na série "The Client List", estrelou como Matthew Blackwood no filme dramático "Burning Blue", baseado na peça teatral de 1992 com o mesmo nome.
Em 2014, foi Troy Quinn em dois episódios da série "Legends".